# Зозуля, Иван Саввович
Ива́н Са́ввович Зозу́ля (укр. Іван Савович Зозуля; 12 августа 1939, с. Волосское, Деражнянский район, (ныне Хмельницкий район, Хмельницкой области Украины)) — украинский и советский невропатолог, доктор медицинских наук (1990), профессор(1992). Заслуженный врач Украины. Заслуженный деятель науки и техники Украины (1998). Лауреат Государственной премии Украины в области науки и техники (1993).

## Биография
Родился в крестьянской семье. В 1965 году окончил Черновицкий государственный медицинский институт. В 1965—1968 годах работал врачом участковой больницы Хмельницкой области. До 1970 года проходил клиническую ординатуру на кафедре нервных болезней № 1 Киевского государственного института усовершенствования врачей.
В 1970—1978 годах — врач, заведующий неврологическим отделением Киевской областной клинической ликарни. С 1978 года — ассистент, доцент кафедры нервных болезней. В 1990 году защитил докторскую диссертацию на тему «Реабилитация больных с неврологическими проявлениями гипертонической болезни» (нервные болезни, кардиология).
С 1990 года — доцент, преподаватель, заведующий кафедрой неотложной медицины Национальной медицинской академии последипломного образования имени П. Л. Шупика (НМАПО имени П. Л. Шупика).
В 1994 году был избран академиком Академии наук высшего образования Украины, позже, академиком Международной академии образования и науки (2016), Международной Европейской академии естествознания (2002).
В 1990—2015 годах — проректор по научной работе НМАПО имени П. Л. Шупика.

## Научная деятельность
Автор более 1000 опубликованных работ, 50 учебников и монографий, 35 учебных пособий, 63 изобретений. Под его руководством подготовлено и защищено 3 докторских и 28 кандидатских диссертаций. Является членом двух специализированных ученых советов: по нервным болезням; терапии и семейной медицине.
Главный редактор журналов «Український медичний часопис», «Екстрена медицина», «Інформаційний вісник» Академии наук высшего образования Украины (АНВО). Научный редактор «Збірника наукових праць співробітників НМАПО імені П. Л. Шупика», журнала «Острые и неотложные состояния в практике врача». Научный редактор «Сборника научных трудов сотрудников НМАПО имени П. Л. Шупика», журнала «Острые и неотложные состояния в практике врача». Член редакционной коллегии журналов «Лікарська справа», «Вісник психоневрології», «Хирургия XX века», «Здоров’я суспільства» и др.

## Награды и отличия
- Государственная премия Украины в области науки и техники (1993);
- Орден святого равноапостольного великого князя Владимира II степени (2004);
- Заслуженный деятель науки и техники Украины (1998);
- член Нью-Йоркской Академии наук (1999)
- Международным биографическим центром Кембриджского университета признан «Человеком года 1999—2000»;
- член Нью-Йоркской Академии наук (1999);
- Благословенная грамота Патриарха Киевского и всей Руси-Украины Филарета (2002)
- Почётная грамота Кабинета Министров Украины (2007);
- Почётные грамоты и благодарности Министерства здравоохранения Украины (1999, 2008);
- Почётная грамота Верховной Рады Украины (2003, 2009);
- Почётная грамота Киевского городского головы (2004);
- знак «Отличник здравоохранения СССР» (1987);
- знак «Отличник образования Украины» (2004);
- Почётный диплом Министерства образования и науки, Академии педагогических наук Украины на Третьей выставке-презентации «Инновационные технологии обучения» (2006);
- Диплом и вторая премия АНВО Украины за цикл пособий по неврологии (2005);
- Диплом и первая премия по инновации «Учебники» АНВО Украины (2008);
- орден князя Ярослава Мудрого V степени (2008);
- грамота Киевской областной госадминистрации (2012);
- памятная медаль НМАПО имени П. Л. Шупика (2014);
- медаль «За заслуги в области образования и науки» (2016) и др.
- орден князя Ярослава Мудрого IV степени (2018);